# Port Long Beach
Port of Long Beach – port w Kalifornii w Stanach Zjednoczonych nad Oceanem Spokojnym ok. 30 km na południe od centrum Los Angeles, sąsiaduje od północy z portem Los Angeles. Port zajmuje powierzchnię 1214 ha – znajduje się w nim 80 nabrzeży oraz 71 żurawi do przeładunku kontenerów. W 2004 roku do portu zawinęło ok. 5300 statków. Głównymi partnerami handlowymi portu są kraje wschodnioazjatyckie. Budowa portu rozpoczęła się w 1890 roku (początek budowy falochronu).